# Орлов Олександр Леонідович
Олександр Леонідович Орлов (1907, село Яковлєвська, тепер Тульської області, Російська Федерація — 2 липня 1969, місто Копенгаген, Данія) — радянський партійний і державний діяч, дипломат. 1-й секретар Ставропольського крайкому ВКП(б). Надзвичайний і Повноважний Посол СРСР в Данії. Депутат Верховної Ради СРСР 2-го скликання.

## Біографія
Народився в селянській родині. Член ВКП(б) з 1928 року.
У 1935 році закінчив Московський енергетичний інститут.
У 1935—1936 роках — в Червоній армії.
У 1936—1938 роках — інженер теплоелектроцентралі (ТЕЦ) у Москві.
У 1938 році — 1-й секретар Таганського районного комітету ВКП(б) міста Москви.
Потім переведений в Комісію партійного контролю при ЦК ВКП(б), де працював до листопада 1944 року уповноваженим КПК по Хабаровському, Приморському, Красноярському краях.
У листопаді 1944 — грудні 1946 року — 1-й секретар Ставропольського крайового комітету ВКП(б).
У листопаді 1946 — 1947 року — слухач Вищої партійної школи при ЦК ВКП(б). У 1947—1949 роках — аспірант Академії суспільних наук при ЦК ВКП(б).
З 1949 працював членом Зовнішньополітичної комісії при ЦК ВКП(б).
У 1952—1954 роках очолював відділ інформації Верховного комісаріату СРСР в окупованій Німеччині. У 1954—1956 роках — радник-посланник Посольства СРСР в Німецькій Демократичній Республіці, одночасно заступник Верховного комісара СРСР у Німеччині.
У 1956 — липні 1959 року — завідувач відділу кадрів дипломатичних і зовнішньоторговельних органів ЦК КПРС.
У липні 1959 — листопаді 1968 року — заступник міністра закордонних справ СРСР з кадрів.
У 16 листопада 1968 — 2 липня 1969 року — надзвичайний і повноважний посол СРСР в Данії.

## Нагороди
- два ордени Трудового Червоного Прапора
- орден Вітчизняної війни І ст.
- медалі